# 中国国家图书馆古籍馆

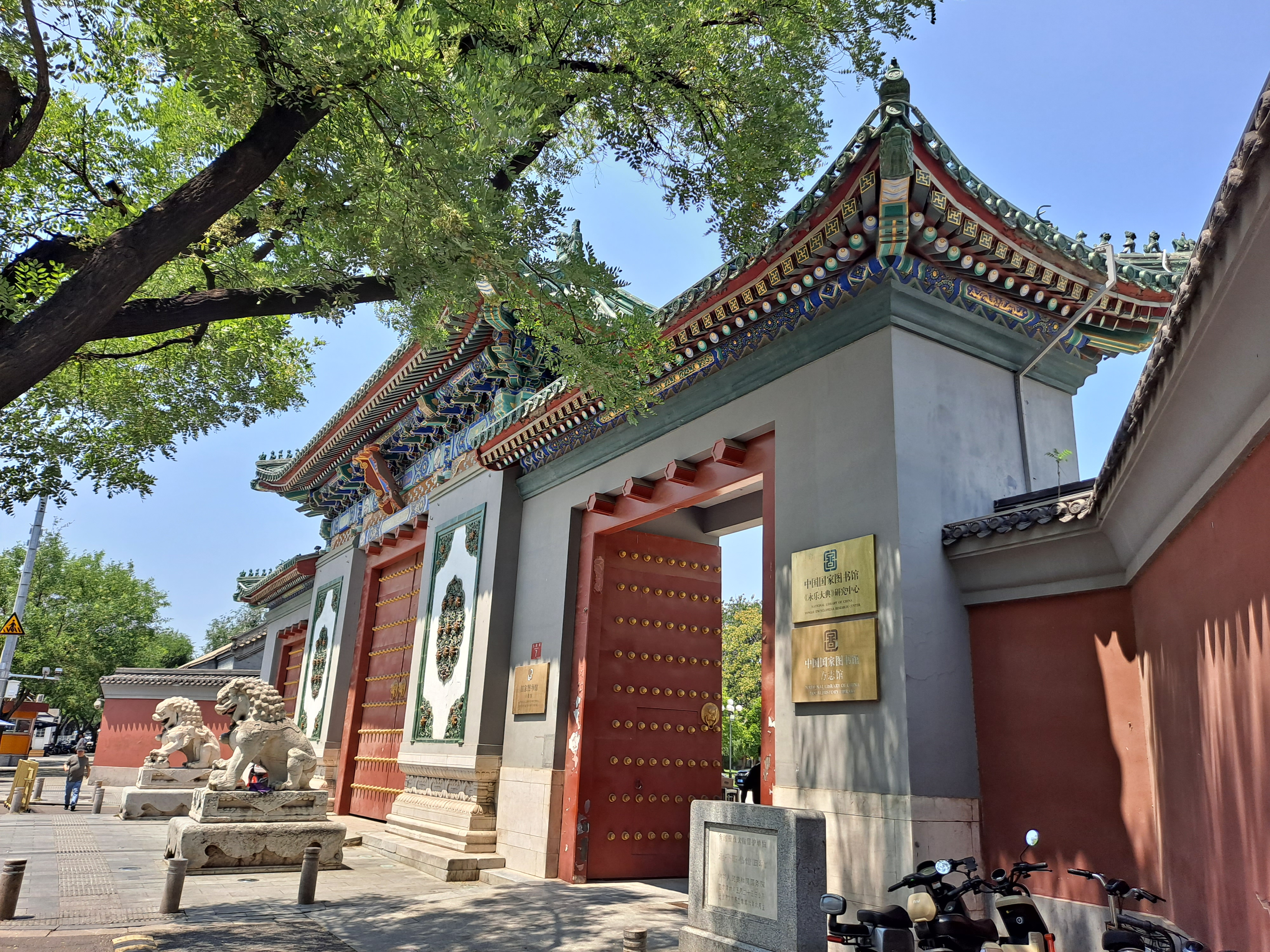
入口

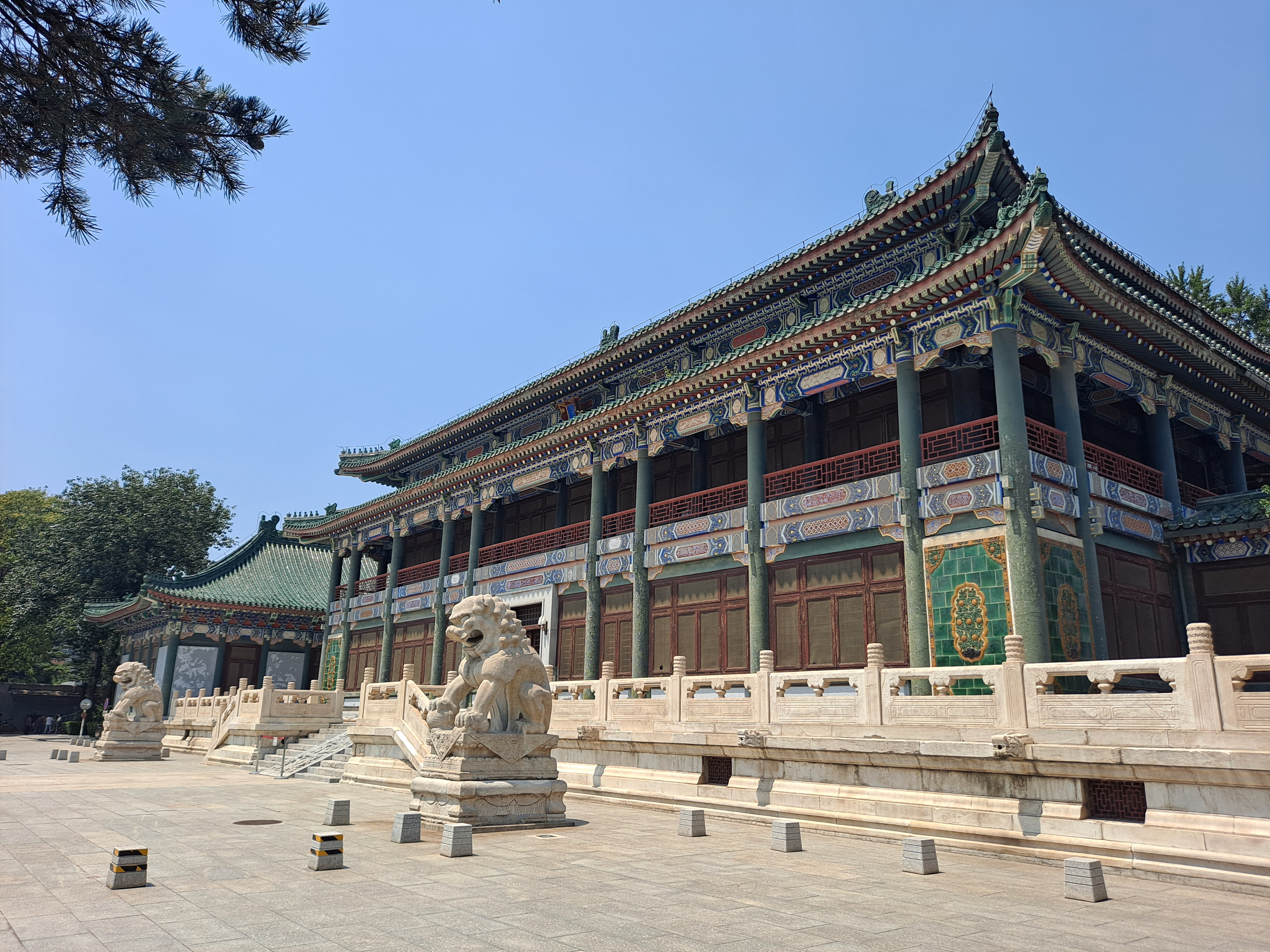
文津楼

中国国家图书馆古籍馆，位于北京市西城区什刹海街道文津街7号，为中国国家图书馆的分馆，专门收藏古籍。

## 历史
中国国家图书馆古籍馆如今的所在地在1987年以前是中国国家图书馆的主馆。中国国家图书馆的前身是创建于清朝的京师图书馆。1909年9月9日，宣统帝御准兴建京师图书馆，馆舍设在北京广化寺，1912年8月起接待读者，1916年起正式接受中国国内出版物呈缴本。该图书馆自成立后，经过多次更名，后更名为“北平图书馆”。
1924年成立中华文化教育基金董事会，是负责保管和处理美国第二次退还庚子赔款的机构。1926年组成建筑委员会，决定建设京师图书馆，聘周诒春、丁文江、戴志骞、任鸿隽、袁同礼、刘复、孙洪芬为委员。选定北海西墙外御马监西马场（明朝时为玉熙宫）约四十亩土地以及养蜂夹道南侧公府操场约三十亩土地为建设馆会地址，这里位于金鳌玉蝀桥西、北海西岸。地属公产，可无偿拨交图书馆，但因为北洋政府陆军部勒索地价，乃由基金会付二万元，才拨交图书馆。此后，建筑委员会委托北平长老会建筑师丁恩（S. M. Dean）丈量基地并设计图纸。委托协和医院建筑师安那（C. W. Anner）征募图案。1927年收到十七份图案，寄到美国建筑学会评审。同年8月，该会选中莫律兰（V. Leth Moller）的图案，遂聘莫律兰为新馆舍建筑师。1928年春，莫律兰制成样图，经委员会讨论修改，设计书库可容纳四十万册图书，阅览室可容纳二百人。
1928年5月北洋政府倒台。南京国民政府接管北京并改名北平。7月18日，京师图书馆奉命改为国立北平图书馆。国立北平图书馆办公地址暂设中南海居仁堂。1929年3月新馆正式开工建设。1929年5月11日，举行新馆建设奠基典礼。1931年6月完工。新馆原计划建筑费是60万到65万，实际用费137.4万余元。
在馆舍工程即将完工时，经北平市政府批准，新馆从圆明园遗址移来若干文物；主楼前立一对华表；圭形昆仑石一块，上面刻有乾隆帝御制诗；大门内左右两侧各有一通石碑，一是乾隆帝御制《教谕骑射碑》，一是乾隆帝御制文源阁前的石碑，都是满文、汉文合璧；大门外的一对石狮原来是长春园东大门前的石狮。1931年6月25日，举行新馆落成典礼，蔡元培参加并致辞，中外来客约二千人。自6月25日至28日参观者一万多人。7月1日正式开馆阅览。文津阁《四库全书》全部移入新馆收藏。北平图书馆迁入新馆后，废除了过去的购票入馆办法。新馆内的阅览室共200余个座位，环境幽静，花木繁茂，是当时中国乃至远东规模最大且最先进的图书馆。
为纪念文津阁《四库全书》在国立北平图书馆入藏，馆方于1931年4月10日致函北平市公安局，拟将馆舍门前大街定名“文津街”。5月18日，北平市公安局函复国立北平图书馆，同意将其馆舍门前大街定名“文津街”。并立即着手安装路牌标志和门牌等事。
1950年9月16日，经呈报中央人民政府文化部批准，在馆东侧建展览厅一座。1952年1月9日，馆呈文化部拟在原文津街1号“工”字楼后增建一栋六层及过道四层的书库，同年3月8日文化部批准，10月20日北京市人民政府批准。1955年6月1日竣工使用。现在古籍馆1号楼“王”字楼便是这两次建筑的结果。
1953年4月8日，北京图书馆呈报拟在1号楼西侧平房处建二层办公楼一栋，4月30日获文化部社管局批准， 6月24日获财政部批准，7月29日获北京市计委批准。1954年新建的2000多平方米二层办公楼竣工，即现在古籍馆3号楼。
1963年9月7日经馆方申请，文化部计划司同意改建北图照相室及阅览室。1964年8月18日经文化部文计光字同意，改建照相室、复建阅览用房1400平方米，1965年12月20日完工使用，即现在古籍馆2号楼。
1981年，为解决北图新馆建成前的用房困难，同时为新馆工程设立一试验基地，乃在一号楼东侧北海西岸增建阅览楼（即6号楼）一栋，计4000米，1982年竣工使用。
1987年，北京图书馆迁往白石桥的新馆（今为中国国家图书馆总馆南区），位于文津街的馆舍成为北京图书馆分馆。1988年，分馆正式对外开放。当时组建分馆的指导思想是以保存、研究传统文化为主要任务，同时兼顾城区广大人民群众的阅读要求。业务机构方面组建了地方志组、中文线装书组、家谱中心、敦煌吐鲁番学北京资料中心和中文普通书阅览组；分类管理方面设办公室、总务科、保卫科、水利科等机构，有员工近200人。另外在1号楼东侧、6号楼南侧重建了东部的“文津园”，供读者员工休息。
北图分馆在文津街7号建成开馆后，鉴于馆舍自1931年建成后从未修理，又经1976年唐山大地震影响，主楼多处破裂，虽经加固仍有隐患，需彻底维修，乃多次向上级报告，请拨6000万元解决。经多次联系，1996年获国家批准修复，1998年完工。1997年该馆闭馆修缮三年，遵照“修旧如旧”原则，保持原建筑的古典传统风格。1999年建馆90年之际，北京图书馆更名国家图书馆，原北京图书馆分馆改为国家图书馆分馆。
2001年1月1日，分馆重新开馆，设有6个科组、2个中心（地方志家谱文献中心、清史文献中心）。2005年正式改为国家图书馆古籍馆。
2024年4月2日起，因北平图书馆旧址修缮工程需要，国图古籍馆闭馆至另有通知时止。

## 建筑
1931年落成的文津街新馆占地面积76亩，建筑外观是华丽的中国传统宫殿式结构，内部设施则全部为当时最先进的西式设备。作家邓云乡描述这座新馆称：“外部完全是中国宫殿式的，而内部则完全是西方式的，在三十年代初，它的内部设备，比之于大洋彼岸的美国国会图书馆毫不逊色。不说别的，单只它那中央大厅左右两侧下楼梯的卫生间。铺地六角小瓷砖，绿色的，外面看不到里面，里面看得见外面的窗玻璃，一色都是美国货，比北京饭店的还讲究。”
如今，古籍馆的馆舍建筑面积为3万平方米，文津楼、临琼楼是主要的读者活动场所。古籍馆的主楼是文津楼，为中国传统宫殿式建筑，仿北京故宫太和殿的风貌。2006年，馆舍以“北平图书馆旧址”之名被列为第六批全国重点文物保护单位。
古籍馆院内的文物有：
- 华表一对：现位于主楼前庭院中。原在圆明园安佑宫大门内。文津街主楼建成后，经政府批准，从圆明园迁来。圆明园安佑宫大门内外的华表原是两对，造型和纹饰相似。门内的一对叫“望君出”，门外的一对叫“望君归”，表示盼望君主外出访民情，归来理朝政。北图迁移华表时，燕京大学也要迁移此物以装饰校园，两单位的工作人员不懂情况，里外各挪一只华表归入本单位，导致北图和燕京大学的每对华表都是安佑宫大门内外华表各一只凑成[4]。
- 石狮二对：现一对置主楼前，一对置大门外。大门外的一对原在圆明园长春园东大门，主楼前的一对原在圆明园正大光明殿前。有人说两对石狮材质和造型不同，大门外的比主楼前的时代略早，也有人说门外石狮是从九爷府买来，但这些说法无文献可证[4]。
- 《教谕骑射》碑：原位于圆明园山高水长楼前。刻建于乾隆十七年（1752年）。移至文津街后，先置大门内右侧，1990年代移入“文津园”内西北角大银杏树旁边。正面为《教谕骑射》碑文，满汉文合璧。背面是《北京图书馆建馆碑记》，蔡元培撰文，钱玄同书丹[4]。
- 《御制文源阁记》碑：圆明园文源阁是收藏《四库全书》的七阁之一。乾隆四十年（1775年）建《御制文源阁记》碑，置圆明园内。咸丰十年（1860年）该碑遭英法联军火焚破坏。移入文津街后，用水泥箍等修复，初置大门内左侧，1990年代移入文津园东北角[4]。
- 昆仑石一块：形如圭，上刻乾隆帝御笔五言诗两首，原置圆明园福海西岸望瀛洲，现置分馆院内东部庭苑中[4]。
- 石像一对，钥仙鹤一对：是圆明园物，现置主楼前汉白玉楼杆围成的台基上。
- 蟠龙石丹陛一件：上为二龙戏珠，下为海水江涯，原位于圆明园内正大光明殿前台阶中，现置一号楼台阶正中[4]。
- 太湖石五块：原先位于主楼中后楼之间空地上，是建馆时留存的装饰石材。1990年代开辟“文津园”时，用三块砌喷泉。剩下两块某单位曾想用高价收购，未获馆方同意。这两块其中之一在主楼加固工程施工时被击碎，现存一块[4]。
- 1号楼内文物：奇石四件，现置1号楼大厅休息处，来源待考；梁启超半身铜塑像，“文革”中流入废物库，现置馆史除列室；梁启超办公桌，硬木作，“文革”中流出馆外，后经努力回到馆内，现置馆史陈列室；汉瓦屏，60块汉代圆瓦当分成六排，每排10块，嵌在硬木屏风内，原由福建何遂收藏，1929年存该馆，1934年后赠送该馆，现存馆史陈列室[4]。

## 馆藏
古籍馆的馆藏发展可分为八阶段：
- 第一阶段：清朝宣统元年到三年（1909年到1911年），学部筹建京师图书馆。该时期入藏的主要有：从学部调拨的“南学典籍”和“内阁大库”残本。“南学”是国子监的一部分，计七八万册（件），如今其中善本归善本部，普通古籍归古籍馆。“内阁大库”在清朝灭亡后相当部分移藏该馆，其中善本归善本部、普通本归古籍馆[4]。
- 第二阶段：民国元年到四年（1912年到1915年），京师图书馆开放。其间继续落实前清学部调拨图书，并接受捐赠、采购。从直隶、山西、黑龙江、吉林、奉天、山东、江苏、浙江、福建、湖北、河南、广东、四川等省调入部分书籍。另收各省送的县志。经过以上第一、二阶段的工作，归如今古籍馆入藏的普通古籍数量为：经部552部、8366卷、3002册；史部455部、20924卷、4966册；子部392部、11572卷、4557册；集部670部、22757卷、7507册；志书1646部、19138卷、6150册；丛书127部、38557卷、10150册；共计4544部、122963卷、41504册[4]。
- 第三阶段：民国五年到十七年（1916年到1928年），是京师图书馆困难时期，政局不稳，经费拮据，书籍收藏受限，但因京师图书馆被定为国家出版物缴送单位，仍有入藏。至民国八年（1919年），馆藏普通古籍达5558种92150册。至民国十八年（1929年）8月，中文书籍达14000余部、143900余册，包括清朝康熙乾隆两朝《赋役全书》4000余册，并有朱批御旨数十部。另有历朝各省府厅州县志书，自宋迄今2000余种、24000余册[4]。
- 第四阶段：民国十八年到二十五年（1929年到1936年），是京师图书馆与北海图书馆合并后组建的国立北平图书馆时期。因有中华教育文化基金委员会资助，新建馆舍开馆。社会各界捐赠大增，寄存书也很多。民国二十一年（1932年）春，收购吴兴蒋氏旧藏，其中有明代别集等500多种。民国十八年（1929年）7月到二十二年（1933年）7月收书有：中文旧书籍7908种，其中除善本外，相当部分入古籍馆，例如浙江海盐朱氏旧藏明清词曲小说607种等，不少是升平署旧物。民国十八年（1929年），将原北洋政府教育部图书室藏中文旧籍拨给本馆1263种。寄存书中多有赠与者，例如民国十九年（1930年）10月所购书3307册存馆；长沙瞿姓中文书1777种21862册存馆；民国二十年（1931年）王石孙中西文书2039册存馆；民国二十一年（1932年）福建闽侯叶可立中文书378种3495册存馆；民国二十二年（1933年）蒋秀武中文书870余种存馆[4]。
- 第五阶段：民国二十六年到三十七年（1937年到1948年），主要是抗日战争及胜利后恢复期。抗日战争胜利后，北图迁出各机构陆续回迁北平办公。据1946年底统计，新增中文普通书661种3273册，内有新城王樹枏遗书稿等70种468册，新书967册。获赠中文普通书92种622册，新书501册。此时中文藏书（包括善本）60万册[4]。
- 第六阶段：1949年到1958年，中华人民共和国成立后第一个10年，北图通过政府拨交、社会捐赠，购买等途径，古籍入藏达到新高峰。1949年6月16日，霍古斋霍明志将藏书365种1079册赠馆。1949年7月1日，接收松坡图书馆书籍数万册，其中包括杨守敬藏书。1950年，线装书已登记11653册，已编目326938册。1950年接受捐赠中文普通书约4023种41592册，其中有傅思谟2196种8551册，翁之熹66种323册，翁兴庆4种40册，军委卫生部16种20册，杨荫庭1种1册，徐承孝240种5464册，北海公园797种23794册，黄懋信中普书101种156册9，刘铸华6种24册，柳亚子493种1480册（含南明史料122种、南社史料371种），林诚36种1332册，陈宗藩50种90册，张仲英12种153册，何天祚5种164册。1951年登记中文书50151册。1952年登记线装书846种3919册。1956年整理入藏积压图书48万册。1958年故宫博物院移藏线装书304262册；郑振铎遗书91700册（主要是普通线装书）。1958年入藏线装书约1190923册（件）[4]。
- 第七阶段：1959年到1965年，为充实提高期。1959年自澳门抢救图书378种3473册。1961年补入中文旧书8000种12027册（件），整理旧档14万件。1962年，入藏中文旧书8000种9333册，善本占三分之一强。1963年经中国书店购天禄残本237册；明清家谱159种1635册；另从天津、上海、合肥、杭州、扬州购部分方志、家谱、历史资料，其中的《白鹿洞志》残本恰与馆藏合璧。1965年入藏中文旧书1154种4188册[4]。
- 第八阶段：1966年到1976年“文化大革命”时期，业务停顿。1970年代以后，“抓革命、促生产”，部分工作恢复。如1970年代初，北京师范大学校长陈垣逝世，遵遗嘱将4万多普通线装书捐赠国家，转归北图收藏，现全入藏古籍馆。中共十一届三中全会后，图书馆事业快速发展。1987年北图新馆竣工开放。1988年分馆开馆[4]。